# Jearl Milesová Clarková
Jearl Milesová Clarková (* 4. října 1966 Gainesville, Florida) je bývalá americká atletka, specializující se na běh na 400 a 800 metrů, čtyřnásobná účastnice olympijských her a mnohonásobná medailistka z mistrovství světa.

## Sportovní kariéra
Jejím prvním mezinárodním úspěchem byla stříbrná medaile ze štafetového závodu na 4 × 400 metrů na mistrovství světa v Tokiu v roce 1991. Stejného úspěchu dosáhla na olympiádě v Barceloně o rok později jako členka čtvrtkařské štafety USA. Její největší individuální úspěch bylo vítězství v běhu na 400 metrů na světovém šampionátu v roce 1993, kde zároveň byla členkou vítězné americké štafety na 4 × 400 metrů.

## Osobní rekordy
- 200 m – 23,03 s (1997)
- 400 m – 49,40 s (1997)
- 800 m – 1:56,40  (1999)